# Sol- und Thermalbad Wilhelmsquelle

Das ehemalige Kurhotel (1914)

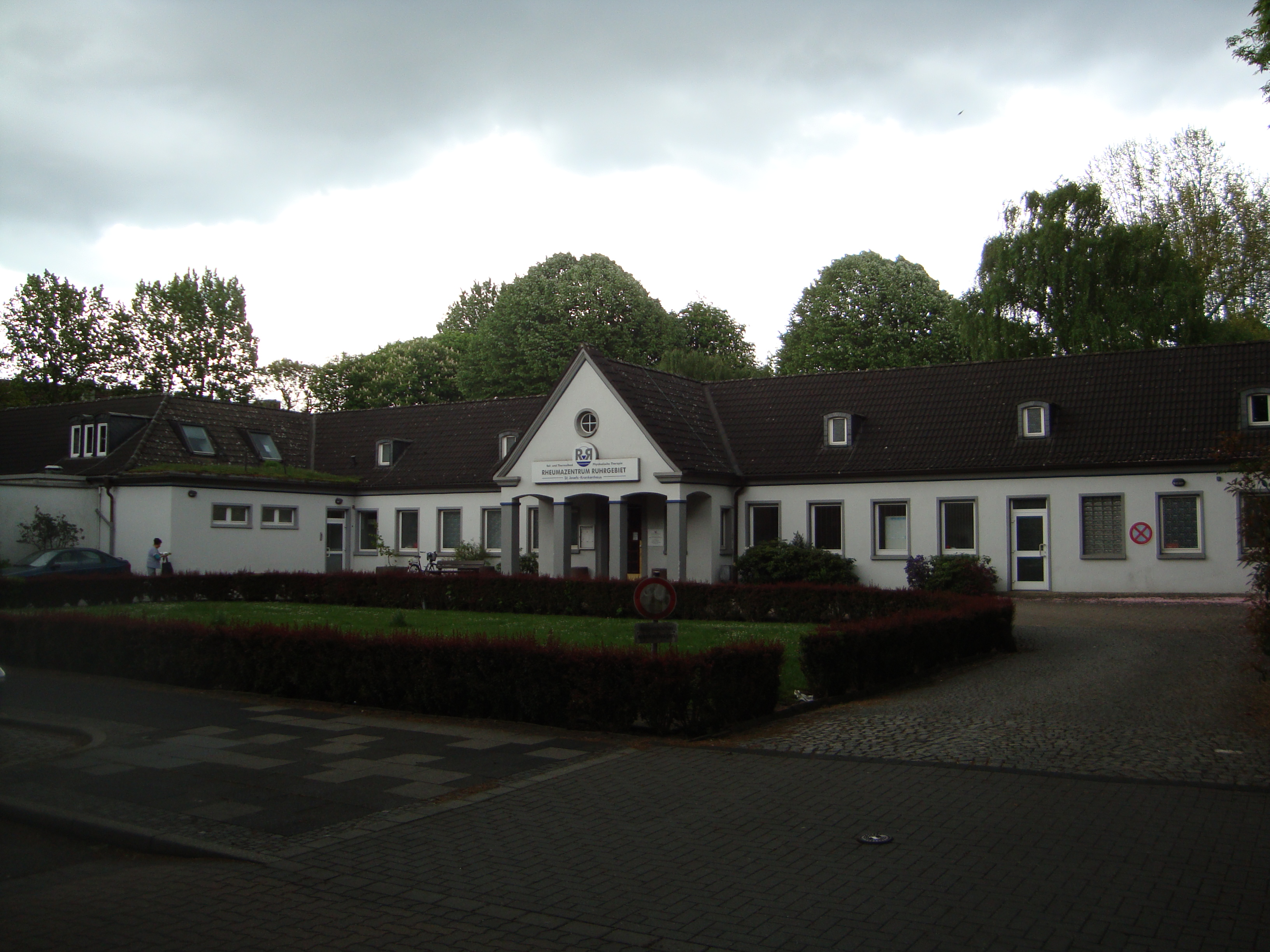
Rheumazentrum Ruhrgebiet (2013)

Das Sol- und Thermalbad Wilhelmsquelle oder Sol- und Thermalbad Wanne-Eickel war ein Heilbad für rheumatische Erkrankungen in Herne-Wanne. Das daraus entstandene heutige Rheumazentrum Ruhrgebiet ist ein Fachkrankenhaus für rheumatische Erkrankungen in Herne.

## Geschichte
Am 3. Juli 1891 schlugen Bergleute auf der 4. Sohle der Zeche Pluto in 606 Metern Tiefe eine thermalsoleführende Kluft an. Der Wasserstrahl schoss mit zwei Kubikmetern Wasser pro Minute aus dem Gestein. Die Temperatur der Sole lag nach unterschiedlichen Quellen zwischen 28 °C und 42 °C. Die „Bergbau-Aktien-Gesellschaft 'Pluto'“ legte beim zuständigen Oberbergamt Dortmund am 8. Mai 1893 eine Mutung für das Solevorkommen ein. Mit bergbehördlicher Verleihung des Feldes Wilhelmsquelle erhielt die Zeche das Recht zur Gewinnung der Sole.
Der Bauunternehmer August Franke erfuhr von dem Solevorkommen und errichtete die privat geführte Badeanstalt „Sol- und Thermalbad Wilhelmsquelle“, welche am 10. August 1894 eröffnet wurde. Zur Versorgung der Badeanstalt hatte Franke einen Liefervertrag mit der Zeche abgeschlossen sowie eine ca. zwei Kilometer lange Rohrleitung von der Zeche zur heutigen Kurhausstraße verlegt. Zuvor hatte Franke an der Ecke Viktoriastraße/Göbenstraße (heute Hauptstraße/Kurhausstraße) ein Kurhotel errichtet. Das Bad wurde zum 1. Januar 1898 in eine Aktiengesellschaft überführt. Von den ehemals zwölf Badezellen war es 1901 auf 47 Badezellen, getrennt nach Männern und Frauen, und einer Kinderabteilung angewachsen. Es wurden über 35.000 Bäder, vornehmlich an Bergleute, verabreicht.
Im Jahre 1918 versiegte die Quelle zur Versorgung der Badeanstalt, in über 800 Metern Tiefe wurde auf der Zeche Pluto jedoch eine neue Quelle angeschlagen. 1920 erwarb die Gemeinde Wanne das Aktienpaket und wurde zur neuen Eigentümerin. Im Juni 1942 wurde die Sol- und Thermalbad AG mit der Elektrizitätsversorgung Wanne-Eickel zur Stadtwerke Wanne-Eickel verschmolzen, welche nach der Gebietsreform von 1975 in der Stadtwerke Herne AG aufging.
Bei den Bombenangriffen im Jahre 1944 und 1945 wurden das Kurhotel sowie die Badeanstalt vollständig zerstört. Nach Plänen des Wanne-Eickeler Architekten Willi Wallmeier wurde mit dem Neubau des Bades im Oktober 1948 begonnen, die Eröffnung fand am 3. Oktober 1949 statt. Das Kurhotel wurde nicht wieder erneuert. 1953 zählte Wanne-Eickel 5545 Kurgäste.
Nach einer Analyse des Instituts Fresenius aus dem Jahre 1970 ist das Wasser des Bades nach den „Bestimmungen für Kurorte, Erholungsorte und Heilbrunnen“ als Sole zu bezeichnen. Als Bad Wanne-Eickel durfte sich Wanne-Eickel jedoch nicht bezeichnen, weil andere Kriterien nicht erfüllt wurden.
Nachdem die Zeche 1976 ihre Kohleförderung eingestellt hatte, konnte durch die veränderte Wasserhaltung im stillgelegten Abbau das thermalsolehaltige Wasser seit dem Jahre 1981 nicht mehr genutzt werden. Die Stadtwerke Herne schlossen daher 1982 einen Vertrag mit der Stadt Oberhausen, die das Solbad Raffelberg betrieb, zur Lieferung von Sole für die Bäder in Herne.
Das Sol- und Thermalbad wurde 1987 in kirchliche Trägerschaft überführt. Seitdem wurde es als „Rheumazentrum Ruhrgebiet“ des St.-Josefs-Krankenhauses betrieben.

## Heutiges Rheumazentrum

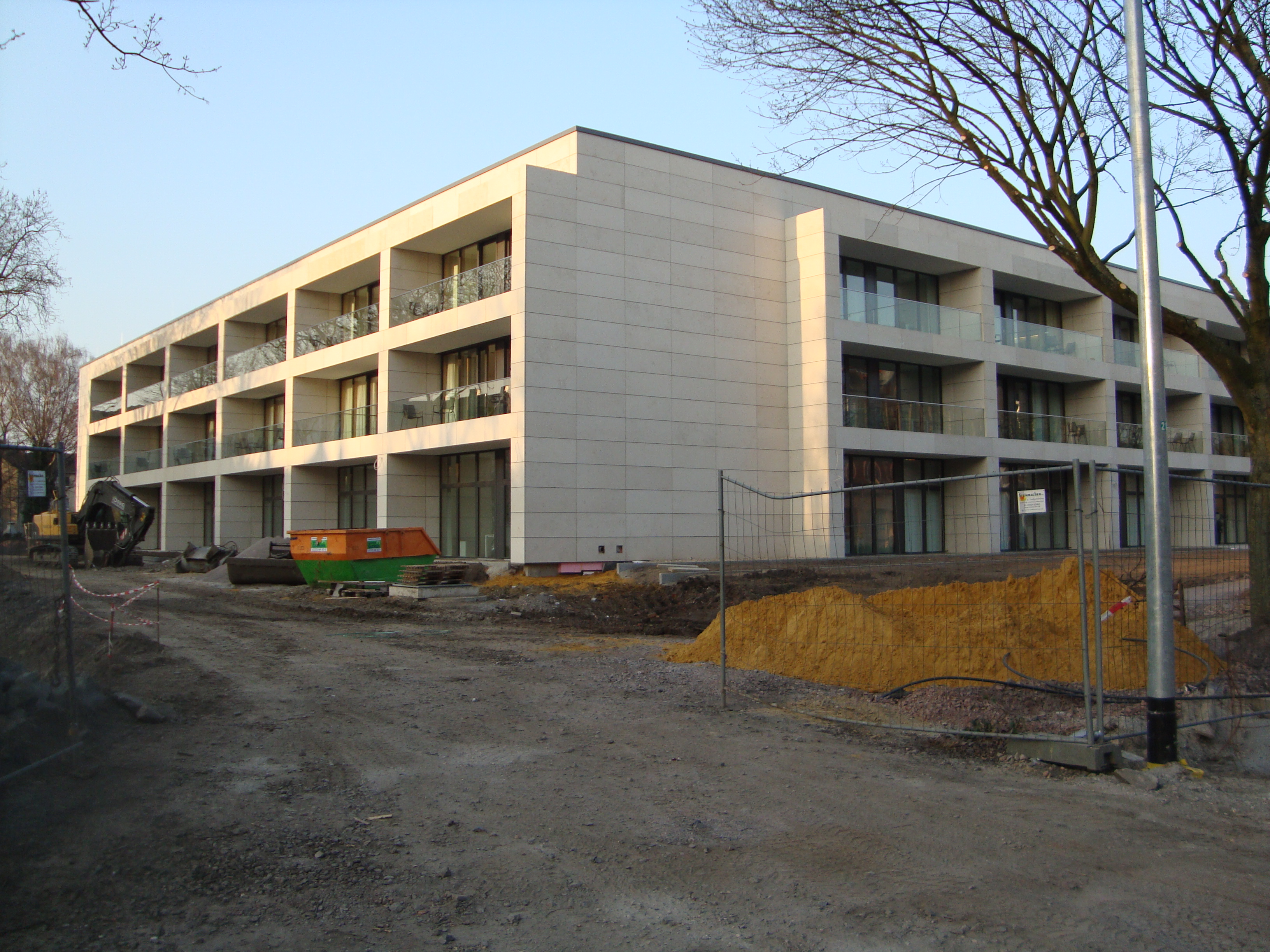
Rheumazentrum Ruhrgebiet in der Claudiusstraße

Vom ehemaligen Standort „Am Solbad“ wechselte das Rheumazentrum 2014 in einen Neubau an der Claudiusstraße. Es gehört heute zur St. Elisabeth Gruppe – Katholische Kliniken Rhein-Ruhr, einer kirchlichen Gruppe von Krankenhäusern und Kliniken. Mit 130 Betten und 10.000 Patienten jährlich ist es eine der größten Rheumakliniken in Deutschland. Der architektonische Entwurf stammt von Krampe Schmidt Architekten aus Bochum.

## Belege
1. ↑  ruhr-bauten.de: Sol- und Thermalbad, Rheumazentrum Rhein-Ruhr
2. ↑  Westermanns Monatsheft Atlas – Welt und Wirtschaft. Georg Westermann Verlag, Braunschweig 1958, S. 21.

Koordinaten: 51° 31′ 26,9″ N, 7° 9′ 54″ O